# Ensemble de parties de caractère fini
En mathématiques, un ensemble de parties de caractère fini d'un ensemble E est un ensemble {\displaystyle {\mathcal {F}}} de parties de E tel que pour toute partie A de E, on a l'équivalence entre l'appartenance de A à {\displaystyle {\mathcal {F}}} d'une part et la propriété que toute partie finie de A appartient à {\displaystyle {\mathcal {F}}} d'autre part.
Tout comme la notion d'ensemble inductif permet d'énoncer le lemme de Zorn, la notion d'ensemble de caractère fini permet d'énoncer un principe de maximalité équivalent à l'axiome du choix. Ce principe de maximalité permet de démontrer certains théorèmes d'existence, tels que l'existence d'une base pour tout espace vectoriel, plus simplement qu'avec le lemme de Zorn. Il a été introduit par Nicolas Bourbaki en 1938, puis énoncé par Oswald Teichmüller en 1939 et John Tukey en 1940.

## Histoire
Le principe de maximalité utilisant la notion d'ensemble de parties de caractère fini est introduite en septembre 1938 à Dieulefit lors d'un congrès annuel du groupe Nicolas Bourbaki. Le résultat est mentionné succinctement dans les notes du compte-rendu du congrès :

« "F, ensemble de parties de E ; "X appartient à F" équivaut à "toute partie finie de X appartient à F"" entraîne "il existe un élément maximal de F". »

— Nicolas Bourbaki, Note du compte-rendu du congrès de Dieulefit, 1938
Lors de ce congrès, Jean Dieudonné s'engage à rédiger les résultats sur les ensembles pour le 1er décembre 1938, en vue de la publication du Fascicule de résultats sur la Théorie des ensembles en 1939. Il introduit à cette occasion la notion d'ensemble de caractère fini :

« On dit qu'un ensemble ℱ de parties d'un ensemble E est de caractère fini si la propriété "X∊ℱ" est équivalente à la propriété "toute partie finie de X appartient à ℱ". Cette définition permet d'énoncer le théorème suivant:
Tout ensemble de parties de E de caractère fini possède au moins un élément maximal. »

— Jean Dieudonné, Théorie des ensembles (Fascicule de résultats), Rédaction n°048, 1938
D'autres auteurs énoncent par la suite ce principe de maximalité, notamment le mathématicien allemand Oswald Teichmüller en 1939 dans Braucht der Algebraiker das Auswahlaxiom?, puis le statisticien américain John Tukey en 1940 dans Convergence and Uniformity in Topology. En anglais, ce principe est souvent appelé lemme de Tukey en hommage à ce dernier, bien qu'il ait été introduit plus tôt en France par Bourbaki puis en Allemagne par Teichmüller.
Dans Convergence and Uniformity in Topology, John Tukey choisit de présenter ce principe de maximalité en introduisant la notion de propriété de caractère fini plutôt que la notion d'ensemble de parties de caractère fini utilisée par Nicolas Bourbaki, et il formule donc un principe de maximalité légèrement différent (qu'il présente comme une variante du lemme de Zorn) :

« Une propriété d'ensembles est de caractère fini si un ensemble a la propriété si et seulement si toutes ses parties finies ont la propriété.
Lemme de Zorn (Troisième forme). Étant donnés un ensemble et une propriété de caractère fini, il existe une partie maximale ayant cette propriété. »

— John Tukey, Convergence and Uniformity in Topology, 1940
La notion de propriété de caractère fini sera finalement présentée par Nicolas Bourbaki en 1956 dans le chapitre III de son livre sur la Théorie des ensembles, en lien avec la définition d'ensemble de parties de caractère fini introduite dès 1938 dans le Fascicule de résultats :

« On dit qu'une propriété P|X| d'une partie X d'un ensemble E est de caractère fini si l'ensemble des parties X de E pour lesquelles P|X| est vraie est de caractère fini. »

— Nicolas Bourbaki, Théorie des ensembles, Chapitre III, 1956

## Définition et propriétés
Définition — Soit {\displaystyle E} un ensemble. On dit qu'un ensemble {\displaystyle {\mathcal {F}}} de parties de {\displaystyle E} est de caractère fini si la relation « {\displaystyle A\in {\mathcal {F}}} » est équivalente à la relation « toute partie finie de {\displaystyle A} appartient à {\displaystyle {\mathcal {F}}} ».
Si {\displaystyle {\mathcal {F}}} est un ensemble de parties de caractère fini, on peut montrer les propriétés élémentaires suivantes :
- si {\displaystyle {\mathcal {F}}} est non vide, alors la réunion de toute partie de {\displaystyle {\mathcal {F}}} totalement ordonnée par inclusion appartient à {\displaystyle {\mathcal {F}}}[1] ;
- si {\displaystyle A\in {\mathcal {F}}}, alors toute partie (finie ou infinie) de {\displaystyle A} appartient à {\displaystyle {\mathcal {F}}}.

## Principe de maximalité
Via le lemme de Zorn pour l'inclusion, on peut déduire de la première propriété le principe de maximalité suivant :
Théorème — Tout ensemble de parties non vide et de caractère fini admet un élément maximal pour l'inclusion.
Réciproquement, on peut démontrer le principe de maximalité de Hausdorff en appliquant ce théorème au premier exemple ci-dessous, donc ce théorème est équivalent à l'axiome du choix.

## Exemples
- L'ensemble des parties totalement ordonnées d'un ensemble ordonné E est de caractère fini: en effet, pour qu'une partie X de E soit totalement ordonnée, il faut et il suffit que toute partie à deux éléments de X le soit[1].
- Dans un espace vectoriel E, l'ensemble des parties libres est de caractère fini : une partie de E est en effet libre si et seulement si chacune de ses parties finies l'est. En conséquence, E admet une partie libre maximale pour l'inclusion, autrement dit une base (finie ou non). Plus généralement, cette méthode permet de démontrer le théorème de la base incomplète.

- L'existence d'une base de transcendance dans une extension de corps se démontre de la même façon.

- Soit X un espace topologique, E l'ensemble des parties de X. Considérons les familles {\displaystyle {\mathcal {O}}=(O_{i})_{i\in I}} d'ouverts de X dont aucune sous-famille finie ne peut recouvrir X. Soit {\displaystyle {\mathcal {F}}} l'ensemble de ces familles {\displaystyle {\mathcal {O}}}. Alors {\displaystyle {\mathcal {F}}} est un ensemble de parties de caractère fini de E[6].